# Marine de Singapour
La Marine de la république de Singapour (anglais : Republic of Singapore Navy ; malais : Angkatan Laut Republik Singapura ; chinois : 新加坡共和国海军部队 ; tamoul : சிங்கப்பூர் கடல் படை) est la composante navale des Forces armées de Singapour. Opérant principalement dans les eaux très fréquentées du détroit de Singapour, elle a pour mission principale de lutter contre tout acte de piraterie pouvant menacer ses lignes de communication maritime. Tous les navires mis en service portent le préfixe RSS (Republic of Singapore Ship).

## Histoire
La Marine de la république de Singapour (MRS) remonte à la Royal Navy des années 1930, avec seulement deux patrouilleurs côtiers. La réserve des volontaires de la Royal Navy des établissements des détroits fut établie le 20 avril 1934 et devint la division singapourienne des volontaires de réserve malais en 1941 pendant la Seconde Guerre mondiale.
En 1948, le gouvernement singapourien forma la Malayan Force (Force malaise) et qui recevra le titre de Royal Malayan Navy (Marine Royale malaise) en 1952 en reconnaissance de ses services pendant l'insurrection communiste malaise.
Le 16 septembre 1963, Singapour fut admise en tant qu'état de la confédération de Malaisie et la Royal Malayan Navy fut rebaptisée Royal Malaysian Navy (Marine royale malaisienne). La division singapourienne des volontaires de réserve devint officiellement la Singapore Volunteer Force (Force des volontaires de Singapour) le 22 septembre 1963.
Le 9 août 1965, Singapour se sépara de la Malaisie pour devenir un État indépendant et souverain. La marine embryonnaire était alors composée de deux navires à coque en bois, le RSS Panglima et le RSS Singapura. Le 22 janvier 1966, la force des volontaires de Singapour fut rebaptisée Singapore Naval Volunteer Force puis People's Defence Force (Sea) en septembre 1967.
Le nom actuel de Republic of Singapore Navy (RSN) fut adopté le 1er avril 1975. L'une de ses missions est la lutte contre la piraterie en mer de Chine et dans le détroit de Malacca.

## Bases navales
La Marine de la république de Singapour dispose actuellement de trois bases navales :
- La base navale de Tuas (en) (pointe ouest de Singapour) créée en 1994 (0,28 km2) et qui héberge les corvettes, patrouilleurs et chasseurs de mines.
- La base navale de Changi (pointe est de Singapour) ouverte en mai 2004 (1,28 km2) et qui héberge les sous-marins, les frégates, les bâtiments de transport ainsi que l'école navale militaire RSS Panglima.

La base navale de Brani (en) fut l'unique base navale de Singapour de janvier 1974 jusqu'à l'ouverture de la base de Tuas. L'unité des garde-côtes de la police de Singapour occupe la base depuis mars 2004.

## Flotte
[Quand ?]
Frégates de la classe Formirable

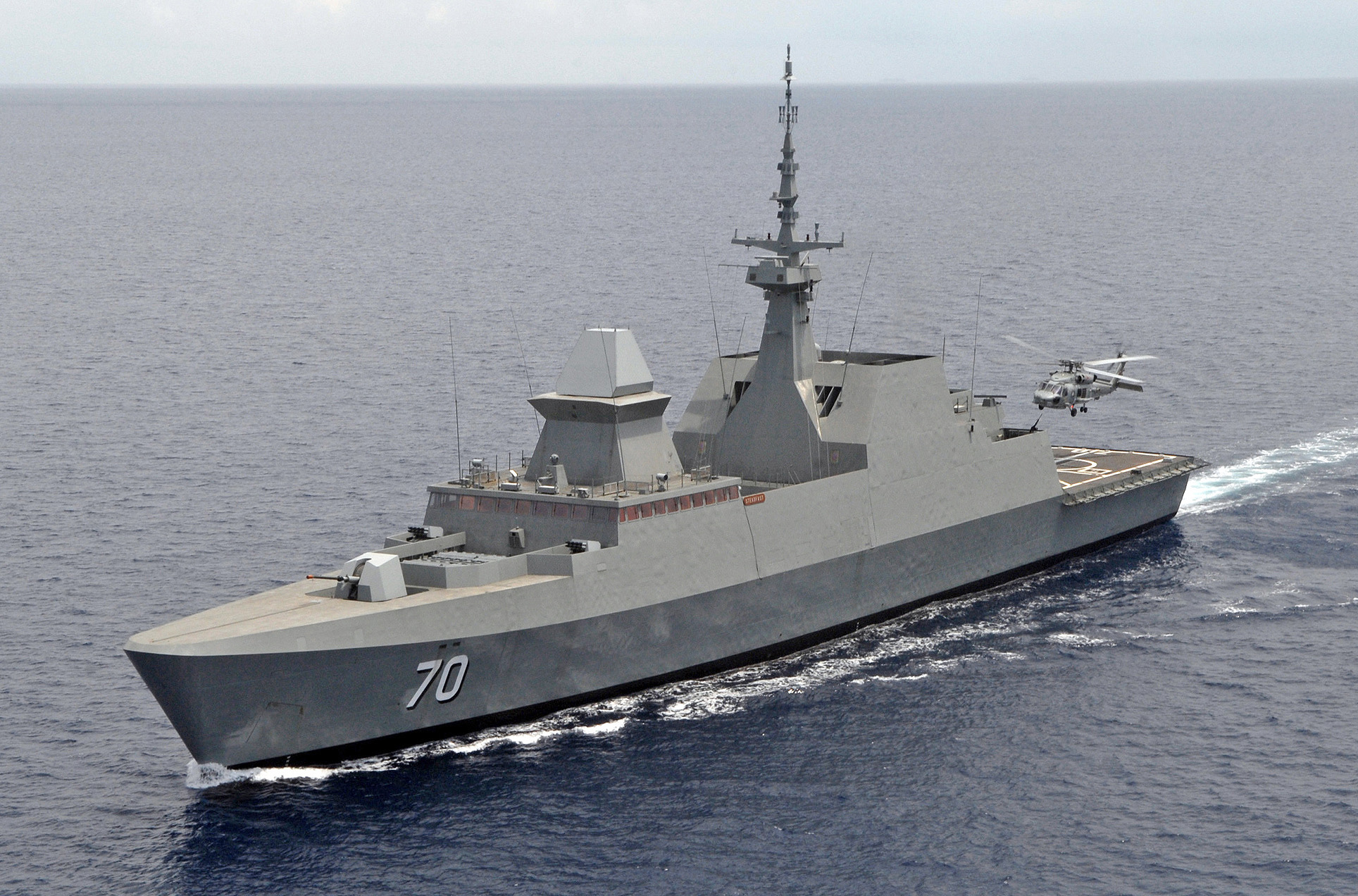
Frégate lance-missile RSS Steadfast

- RSS  Formidable (68) — mise en service en 2007
- RSS Intrepid (69) — mise en service en 2008
- RSS Steadfast (70) — mise en service en 2008
- RSS Tenacious (71) — mise en service en 2008
- RSS Stalwart (72) — mise en service en 2009
- RSS Supreme (73) — mise en service en 2009

Forment le 185 squadron de la Marine de la république de Singapour'.
Corvettes de la classe Victory (en)

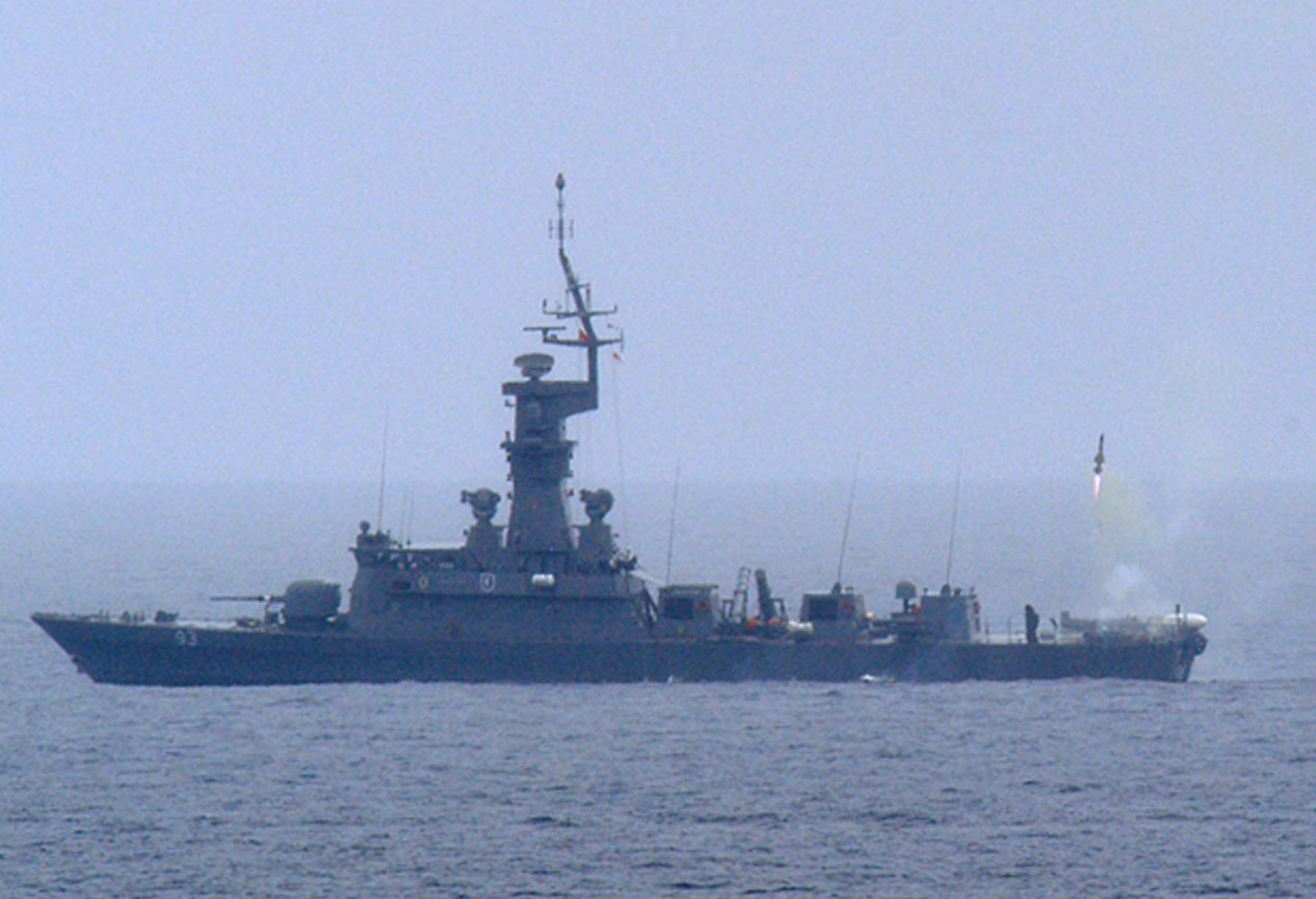
Le RSS Vengeance tire deux missiles Barak lors d'un exercice en 2006

- RSS Victory (88) — mis en service en 1990
- RSS Valour (89) — mis en service en 1990
- RSS Vigilance (90) — mis en service en 1990
- RSS Valiant (91) — mis en service en 1991
- RSS Vigour (92) — mis en service en 1991
- RSS Vengeance (93) — mis en service en 1991

Sous-marins de la classe Challenger
- RSS Challenger — lancé le 9 janvier 1968 — remis en service en 1997
- RSS Conqueror – lancé le 29 juin 1967 — remis en service en 1999
- RSS Centurion — lancé le 25 janvier 1967 — remis en service en 1999
- RSS Chieftain — lancé le 21 mars 1968 — remis en service en 2001

Sous-marins de la classe Archer
- RSS Archer – mis en service en 2009
- RSS Swordsman – mis en service en 2010

Patrouilleurs de la classe Fearless (en)
- RSS Fearless (94) — mis en service en 1996
- RSS Brave (95) — mis en service en 1996
- RSS Courageous (96) — mis en service en 1996
- RSS Gallant (97) — mis en service en 1997
- RSS Daring (98) — mis en service en 1997
- RSS Dauntless (99) — mis en service en 1997
- RSS Resilience (82) — mis en service en 1998
- RSS Unity (83) — mis en service en 1998
- RSS Sovereignty (84) — mis en service en 1998
- RSS Justice (85) — mis en service en 1998
- RSS Freedom (86) — mis en service en 1998
- RSS Independence (87) — mis en service en 1998

Navires de transport de la classe Endurance
- RSS Endurance (207) — mis en service en 2000
- RSS Resolution (208) — mis en service en 2000
- RSS Persistence (209) — mis en service en 2001
- RSS Endeavour (210) — mis en service en 2001

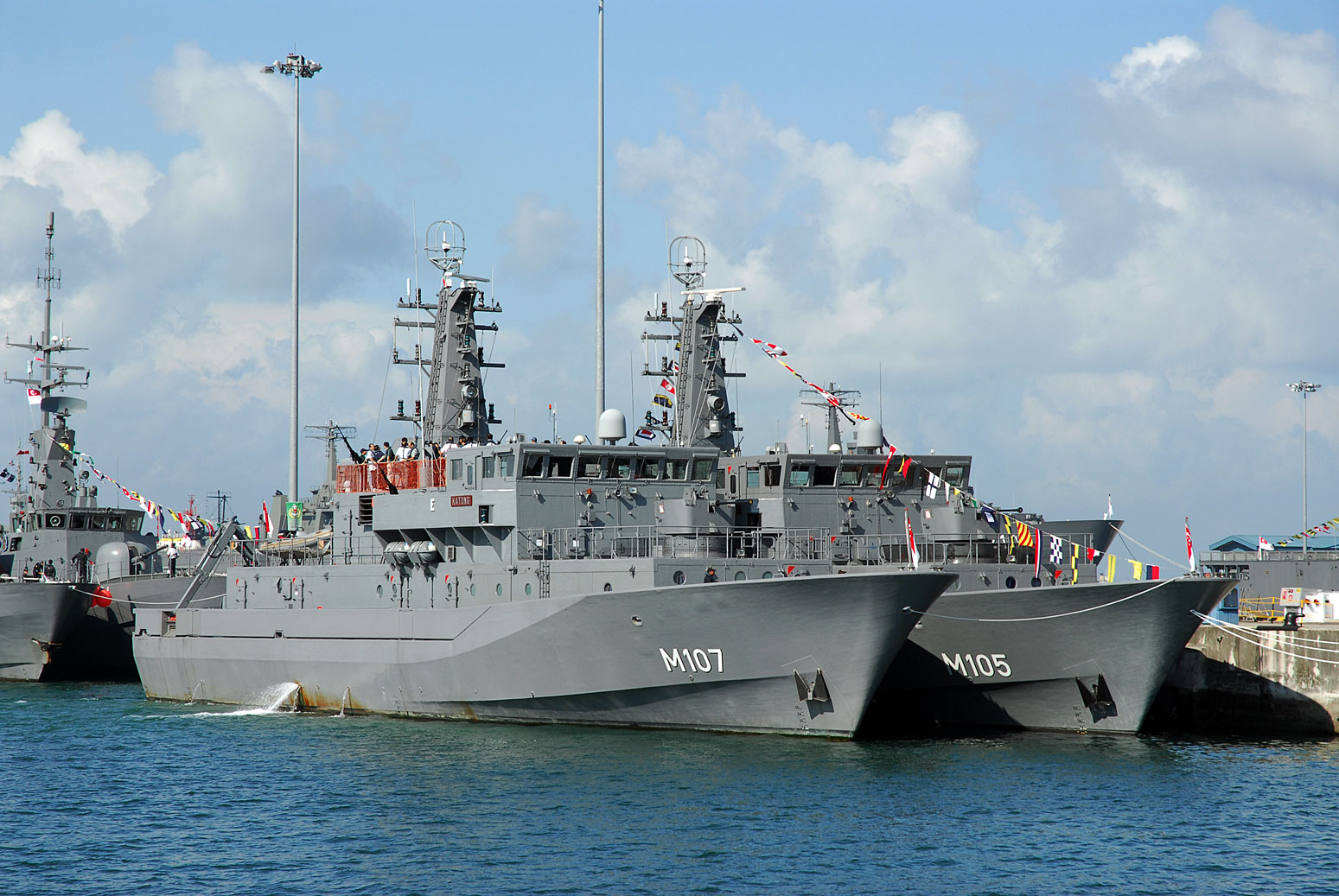
Les chasseurs de mines RSS Bedok et RSS Katong à la base navale de Changi (2007).

Chasseurs de mines de la classe Bedok (en)
- RSS Bedok (M105) — mis en service en 1995
- RSS Kallang (M106) — mis en service en 1995
- RSS Katong (M107) — mis en service en 1995
- RSS Punggol (M108) — mis en service en 1995

Divers
- MV Swift Rescue - mis en service en 2008
- 2 Protector USV (Unmanned Surface Vessel)

Les sous-marins de la classe Challenger seront remplacés entre 2021 et 2021 par quatre classe 218SG construit par TKMS en Allemagne (Invincible, Impeccable, Illustrious, Inimitable).